# MOS Technology VIC

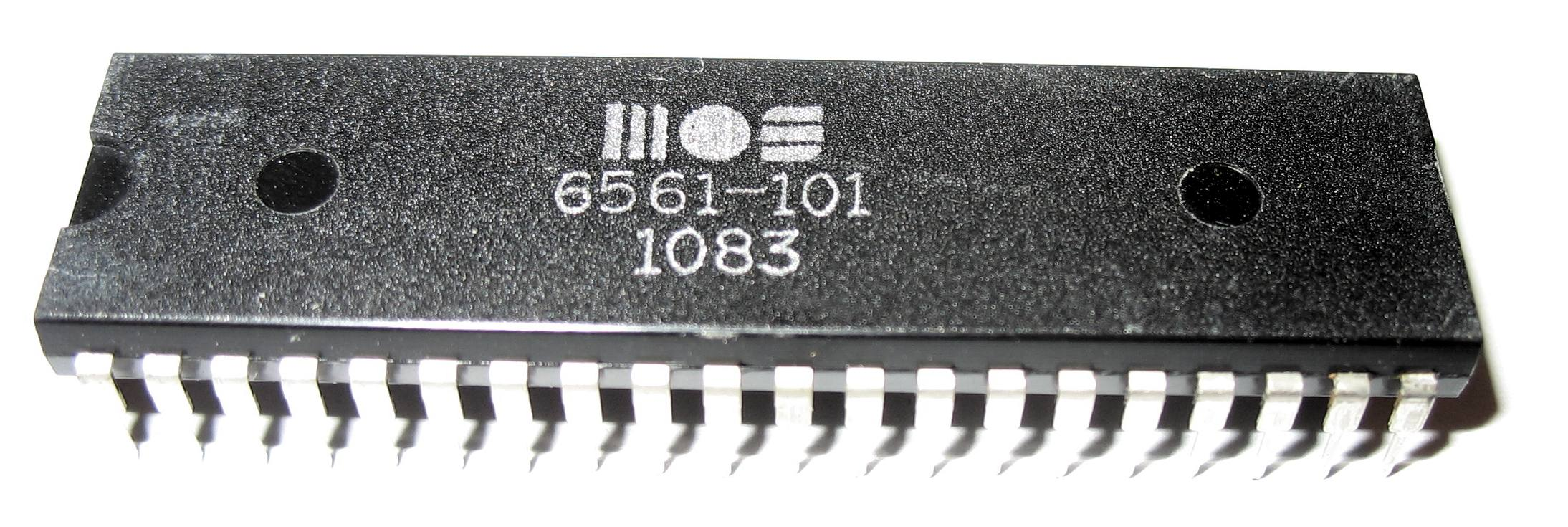
Внешний вид MOS 6561-101

Назначение выводов микросхемы MOS 6560

VIC (Video Interface Chip), также MOS Technology 6560 и 6561 —- электронный компонент, микросхема видеоконтроллера и звукогенератора, разработанная компанией MOS Technology. Изначально предназначалась для использования в бюджетных компьютерных видеотерминалах, специализированных устройствах, домашних компьютерах и игровых автоматах. Использовалась в домашнем компьютере Commodore VIC-20, отвечая за генерацию изображения и звука.

## История
Начальный вариант микросхемы был разработан Элом Карпентером (Al Charpentier) в 1977 году, но компания Commodore не нашла для неё рынка сбыта. В 1979 году компания MOS Technology начала разработку видеоконтроллера MOS Technology 6564 для использования в компьютере TOI, а также выполнила некоторые работы по другому видеоконтроллеру, MOS 6562, который предполагалось использовать для цветной версии компьютера Commodore PET. Оба проекта не были реализованы, так как эти микросхемы требовали использования быстрого и поэтому дорогостоящего статического ОЗУ, что делало их неподходящими для серийного производства. Впоследствии применение VIC было найдено в компьютере VIC-20, но перед началом массового производства микросхемы другой разработчик, Роберт Яннес (Robert Yannes), доработал её, добавив некоторые возможности из 6562 (улучшенный генератор звука) и 6564 (больше цветов).
Микросхема VIC стала предшественником намного более продвинутого видеоконтроллера VIC-II, использовавшегося в сменивших VIC-20 компьютерах C64 и C128.

## Возможности
- 16 КБ адресного пространства, включающего экранную область, знакогенератор и палитру. На стандартном VIC-20 только 5 КБ адресного пространства занимает ОЗУ
- 16 цветов, 8 из них могут использовать только для фона и как вспомогательные цвета
- Два возможных размера символов - 8×8 или 8×16 бит. В режиме высокого разрешения один пиксель задаётся одним битом, в цветном режиме один пиксель задаётся двумя битами
- Максимальное разрешение зависит от используемого телевизионного стандарта. Встроенное ПО VIC-20 использует разрешение 176 × 184 пикселей, хотя на PAL-версии компьютера возможно использовать разрешение 224 × 256
- Режимы прогрессивной и чересстрочной развёртки
- 4-х канальный генератор звука. 3 канала генерируют сигнал прямоугольной формы, один канал генерирует белый шум. Присутствует возможность изменения общей громкости
- Контроллер DMA (прямого доступа к памяти)
- Два восьмиразрядных АЦП
- Поддержка светового пера

Микросхема имеет 16 управляющих регистров, отображённых на область 9000–&900Fh адресного пространства компьютера VIC-20. Встроенные АЦП микросхемы использовались для опроса двух игровых контроллеров типа paddle и светового пера.
Выпускалось несколько версий микросхемы, поддерживающих разные телевизионные стандарты: 6560 (NTSC), 6561E и 6561-101 (PAL). Использовался корпус DIP40, пластиковый или керамический (для 6561E, в ранних выпусках VIC-20).